# Истборн Интернешънъл
Истборн Интернешънъл (на английски: Eastbourne International) е професионален турнир по тенис за мъже от ATP Тур 250 и за жени от категория WTA 500. Провежда се в Истборн, Великобритания, играе се на открити тревни кортове.

## История
Първоначално турнира e само за жени и е част от WTA Тур, но от 2009 г. вече е комбиниран като събитие и от ATP Тур. Той заменя турнира на тревни кортове Нотингам Оупън от 2009-2014 г.
От 2022 г. турнира се спонсорира от Rothesay, предишни спонсори са Viking Cruises, Nature Valley и AEGON.

## Финали

### Сингъл мъже
| Година | Шампион                                       | Финалист                                      | Резултат                                      |
| ------ | --------------------------------------------- | --------------------------------------------- | --------------------------------------------- |
| 2025   | Тейлър Фриц                                   | Дженсън Бруксби                               | 7 – 5, 6 – 1                                  |
| 2024   | Тейлър Фриц                                   | Макс Пърсел                                   | 6 – 4, 6 – 3                                  |
| 2023   | Франсиско Серундоло                           | Томи Пол                                      | 6 – 4, 1 – 6, 6 – 4                           |
| 2022   | Тейлър Фриц                                   | Максим Креси                                  | 6 – 2, 6 – 7(4–7), 7 – 6(7–4)                 |
| 2021   | Алекс де Минор                                | Лоренцо Сонего                                | 4 – 6, 6 – 4, 7 – 6(7–5)                      |
| 2020   | Турнирът на се провежда (пандемията КОВИД-19) | Турнирът на се провежда (пандемията КОВИД-19) | Турнирът на се провежда (пандемията КОВИД-19) |
| 2019   | Тейлър Фриц                                   | Сам Куери                                     | 6 – 3, 6 – 4                                  |
| 2018   | Миша Зверев                                   | Лукаш Лацко                                   | 6 – 4, 6 – 4                                  |
| 2017   | Новак Джокович                                | Гаел Монфис                                   | 6 – 3, 6 – 4                                  |
| 2016   | Търнирът на се провежда                       | Търнирът на се провежда                       | Търнирът на се провежда                       |
| 2015   | Търнирът на се провежда                       | Търнирът на се провежда                       | Търнирът на се провежда                       |
| 2014   | Фелисиано Лопес                               | Ришар Гаске                                   | 6 – 3, 6 – 7(5–7), 7 – 5                      |
| 2013   | Фелисиано Лопес                               | Жил Симон                                     | 7 – 6(7–2), 6 – 7(5–7), 6 – 0                 |
| 2012   | Анди Родик                                    | Андреас Сепи                                  | 6 – 3, 6 – 2                                  |
| 2011   | Андреас Сепи                                  | Янко Типсаревич                               | 7 – 6(7–5), 3 – 6, 5 – 3, отказва се          |
| 2010   | Микаел Льодра                                 | Гилермо Гарсия Лопес                          | 7 – 5, 6 – 2                                  |
| 2009   | Дмитрий Турсунов                              | Франк Данчевич                                | 6 – 3, 7 – 6(7–5)                             |

### Сингъл жени
| Година | Шампион      | Финалист        | Резултат            |
| ------ | ------------ | --------------- | ------------------- |
| 2023   | Мадисън Кийс | Дария Касаткина | 6 – 2, 7 – 6(15–13) |